# 人道主义
人道主义（英語：humanitarianism），是一种以人类价值为中心的意识形态
。由此人类出于道德、利他主义以及情感等原因而仁慈相待且为他人提供援助，以減少受苦並改善人类处境。
在西方，雖然地区和國家層面的人道主義歷史可以追溯到更久以前，但國際政治學者更傾向於將全球人道主義的兴起歸咎於19世紀的活动。國際紅十字會于1863年的成立被普遍認為是人道主義发展的關鍵時刻。
隨著時間的推移，人道主義概括的範圍不斷擴大，同時人类對于誰被能算作“人”以及誰的生命才值得拯救的看法也在不斷變化。
2009年，聯合國大會將8月19日設立為世界人道主義日。